# いやいやながらの王様
いやいやながらの王様(Le roi malgré lui)は、エマニュエル・シャブリエが作曲した3幕からなるオペラ・コミック（またはオペレッタ）である。「不本意な王」とも称される。

## 概要
3曲残しているシャブリエのオペレッタのうち2番目に書かれた『いやいやながらの王様』は、1887年に作曲が行われ、短期間のうちに完成された。同年の5月18日にパリで初演された。しかし現在では、殆ど上演されることがなく、第2幕で演奏される「ポーランドの祭り」や第3幕の「スラヴ舞曲」のみが演奏されるぐらいである。
台本はE.ド・ナジャとP.ビュランによる。

## ポーランドの祭り
「ポーランドの祭り」は、第2幕で演奏される音楽で、舞踏の広間の情景を描いている。演奏会などで多く演奏される有名な楽曲である。

## スラヴ舞曲
「スラヴ舞曲」は、第3幕への導入の音楽で、華やかで生き生きとした雰囲気を盛り上げる。こちらも多く演奏される。